# (20853) Yunxiangchu
(20853) Yunxiangchu (2000 VQ13) – planetoida z grupy pasa głównego asteroid okrążająca Słońce w ciągu 4,01 lat w średniej odległości 2,52 j.a. Odkryta 1 listopada 2000 roku.